# Nina Holménová
Nina Holménová (* 29. září 1951 je bývalá finská atletka, běžkyně, mistryně Evropy v běhu na 3000 metrů z roku 1974
Stala se první mistryní Evropy v běhu na 3000 metrů v roce 1974. Ve stejném roce doběhla druhá na mistrovství světa v přespolním běhu. Startovala rovněž na olympiádě v Montrealu o dva roky později, zde skončila v běhu na 1500 metrů devátá. Její syn Janne Holmén se v roce 2002 stal mistrem Evropy v maratonu.